# Долені Новаки
Долені Новаки (словен. Dolenji Novaki) — село в общині Церкно, Регіон Горишка, Словенія. Висота над рівнем моря: 627,8 м.